# This Wheel's on Fire
"This Wheel's on Fire" is een rocksong, geschreven door Bob Dylan en Rick Danko. 

## Achtergrond
De tekst is geschreven door Dylan en de melodie gecomponeerd door Danko (lid van The Hawks, de latere groep The Band) en Dylan samen. Het nummer werd voor het eerst opgenomen door Dylan en The Hawks in 1967 tijdens hun sessies in de kelder van het huis Big Pink in West Saugerties, Woodstock (New York). Deze versie werd pas in 1975 uitgebracht op het album The Basement Tapes. The Band nam ook een versie zonder Dylan op, die in 1968 verscheen op het album Music from Big Pink. Danko heeft in 1999 een nieuwe studioversie opgenomen, met Garth Hudson op accordeon, voor zijn postuum uitgebrachte album Times Like These. Dylan speelde het nummer geregeld tijdens concerten. Ook The Band deed dat, met Rick Danko als leadzanger en Levon Helm voor de achtergrondzang. Ook na de dood van Danko in 1999, die tegelijk het einde van The Band bezegelde, hield Helm het lied in zijn repertoire, evenals Garth Hudson, die het in 2010 opnam met Neil Young als zanger.

## Coverversies

### Julie Driscoll, Brian Auger and the Trinity
In 1968 werd een versie uitgebracht door Julie Driscoll, Brian Auger & The Trinity. Deze Britse zangeres en de Britse keyboardspeler Auger hadden eerder al samen in de band Steampacket gezeten. De begeleidingsband The Trinity bestond bij dit nummer uit Dave Ambrose (basgitaar), Clive Thacker (drums) en Gary Boyle (gitaar), terwijl Auger zelf hammondorgel en mellotron speelde.
Door het gebruik van geluidseffecten als distortion en het gebruik van phasers en de flamboyante kleding van de groep, wordt deze versie nauw geassocieerd met de psychedelische muziek uit de jaren zestig. Driscoll nam het nummer begin jaren negentig opnieuw op met komiek Adrian Edmondson als themanummer voor de BBC-comedyserie Absolutely Fabulous. Deze versie werd een nummer 5-hit in het Verenigd Koninkrijk. In Nederland kwam het tot de dertiende plek.

#### NPO Radio 2 Top 2000
| Nummer met noteringen in de NPO Radio 2 Top 2000 | '99  | '00  | '01  |
| ------------------------------------------------ | ---- | ---- | ---- |
| This Wheel's on Fire                             | 1674 | 1697 | 1910 |

1. ↑  Een vetgedrukt getal geeft de hoogste notering aan.
2. ↑  Deze tabel is bijgewerkt tot en met de laatste editie (2024).

### Andere covers
- The Byrds coverden "This Wheel's on Fire" voor hun album Dr. Byrds & Mr. Hyde uit 1969.
- De Britse rockband Siouxsie and the Banshees nam het in 1987 op voor het coveralbum Through the Looking Glass. Deze versie was de eerste single van dat album en bereikte de 14e plaats in de Britse hitlijst. De band wist niet dat het nummer door Dylan en Danko was gecomponeerd voordat ze het opnamen: ze coverden het omdat ze Driscolls versie leuk vonden.
- De Australische zangeres Kylie Minogue bracht een cover van het nummer uit als officiële themasong voor Absolutely Fabulous: The Movie uit 2016.
- Andere artiesten die hun eigen versies hebben uitgebracht zijn onder meer: Hamilton Camp, The Golden Earring, Elvis Costello, The Hollies, Charlie Winston, June Tabor en Guster.

Discografie